# Zagreb Open 1995
Zagreb Open 1995 — жіночий тенісний турнір, що проходив на відкритих кортах з ґрунтовим покриттям Športski Park Mladost у Загребі (Хорватія). Належав до турнірів 3-ї категорії в рамках Туру WTA 1995. Турнір відбувся вдруге і тривав з 24 до 30 квітня 1995 року.

## Фінальна частина

### Одиночний розряд, жінки
Сабін Аппельманс —  Зілке Маєр 6–4, 6–3
- Для Аппельманс це був єдиний титул за сезон і 7-й — за кар'єру.

### Парний розряд, жінки
Мерседес Пас /  Рене Сімпсон —  Лаура Голарса /  Іріна Спирля 7–5, 6–2
- Для Пас це був єдиний титул за сезон і 25-й — за кар'єру. Для Сімпсон це був 2-й титул за сезон і 3-й — за кар'єру.